# Carlos Guillermo Haydon
Carlos Guillermo Haydon Otamendi (Caracas, 25 de marzo de 1976) es un actor y modelo venezolano.

## Biografía
Estudió publicidad y mercadeo antes de dedicarse a la televisión, además de trabajar como modelo para numerosos comerciales, y de estudiar en una academia de actuación en Venezuela. 
Inicia su carrera en las telenovelas con Sol de tentación. Más tarde, fui becado para estudiar actuación en la academia Luz Columba, bajo la tutela del reconocido profesor Nelson Ortega.
En 1998 ingresa a las files de RCTV, donde se destacaria en telenovelas como Angélica Pecado, Trapos íntimos e Y los declaro marido y mujer; y protagonizó por primera vez en suelo patrio en 2009 la telenovela producida por Sony Si me miran tus ojos.
En 2010 protagonizó la telenovela Salvador de mujeres, de Venevisión Internacional, donde interpreta a un boxeador, Salvador Valdez, que debe cambiar de carrera para volverse amante de mujeres y así pagar una deuda. En 2012 también participa en la telenovela de la misma productora, Corazón Traicionado.
En 2015 se une como antagonista para la telenovela del canal público TVes, Vivir para amar. Durante los siguientes años dedicando gran parte de su carrera al teatro.
En mayo de 2023 se integra al reparto de la coproducción Hispanomedios junto a Venevisión, Dramáticas, tras casi 8 años inactivo en la televisión venezolana, asumiendo el rol de villano.

### Vida personal
En 2002, Carlos inició una relación con la también actriz Eileen Abad. El 30 de noviembre de 2007 se casaron oficialmente en la iglesia de Santa Ana de la Lagunita y en 2011 tuvieron a su primer hijo, Christopher. Sin embargo, la pareja inició los trámites de divorcio en enero de 2013, alegando diferencias irreconciliables.
En 2013 confirma su relación con la también actriz Roxana Díaz. En 2016 nace su primera hija, Bárbara Valentina, y el mismo año se compromete en matrimonio. La pareja se casaría en septiembre de 2018. En 2021, la pareja adopta a un niño.
Haydon sobrino de Marcel Granier, director general y Presidente de Empresas 1BC.

## Filmografía

### Televisión
| Año       | Título                       | Papel                        |
| --------- | ---------------------------- | ---------------------------- |
| 2025      | Estrellas de la cocina       | Concursante                  |
| 2023      | Dramáticas                   | Pedro Pablo Alcantara        |
| 2015      | Vivir para amar              | Franco "Hulk"                |
| 2015      | Escándalos                   | Ángel Lozada                 |
| 2012-2013 | Dulce amargo                 | Héctor Linares Alcántara     |
| 2011-2012 | Corazón apasionado           | Diego Lozada                 |
| 2011      | La viuda joven               | Thomas Rulfo                 |
| 2010      | Salvador de mujeres          | Salvador "el Tigre" Valdez   |
| 2009      | Los misterios del amor       | Rodrigo Delgado              |
| 2009      | Si me miran tus ojos         | Fernando Salaverry           |
| 2006      | Y los declaro marido y mujer | Efraín Tovar                 |
| 2005      | Decisiones                   |                              |
| 2004      | ¡Qué buena se puso Lola!     | Julio Bravo                  |
| 2002      | Trapos íntimos               | Mauricio Rossi               |
| 2001      | La soberana                  | Francisco "Pancho" Benavides |
| 2000      | Angélica Pecado              | Darío Godoy del Ávila        |
| 2000      | Mariú                        | Romerito                     |
| 1999      | Luisa Fernanda               | Víctor                       |
| 1998      | Reina de corazones           | Adriano Vicentelli           |
| 1996      | Sol de tentación             |                              |

### Cine
| Año  | Título            |
| ---- | ----------------- |
| 2022 | Hotel Providencia |
| 2015 | Redención         |